# Draculea
Draculea è il settimo album in studio dei genovesi Necrodeath, pubblicato nell'ottobre 2007 dalla Scarlet Records. È dedicato al conte Dracula e ispirato alla figura di Vlad Tepes.

## Il disco
Il disco è stato registrato presso gli "Outer sound" studio di Roma da Giuseppe Orlando, tranne le parti di chitarra solista ed acustica che sono state registrate da Pier Gonella presso lo studio MusicArt di Genova.

L'album contiene una cover di "Countess Bathory" dei Venom e un rifacimento di "Fragments of Insanity" dall'album omonimo del 1989.

## Tracce
1. V.T.1431 – 4:23
2. Smell Of Blood – 4:54
3. Party In Tirgoviste – 5:44
4. Draculea – 5:45
5. Fragments Of Insanity – 4:39
6. Countess Bathory (Venom cover) – 3:09
7. The Golden Cup – 6:02
8. Impaler Prince – 6:37
9. V.T.1476 – 6:27

## Componenti
- Flegias - voce
- Peso - batteria
- John - basso
- Pier Gonella - chitarra